# Jesper Lindstrøm
Jesper Grænge „Jobbe“ Lindstrøm (* 29. Februar 2000 in Taastrup) ist ein dänischer Fußballspieler. Der offensive Mittelfeldspieler, der auch als Linksaußen oder Stürmer eingesetzt werden kann, wurde bei Brøndby IF ausgebildet und mit der Mannschaft 2021 dänischer Meister. Anschließend spielte er zwei Jahre beim deutschen Bundesligisten Eintracht Frankfurt, mit dem er 2022 die Europa League gewann. Aktuell steht Lindstrøm als Leihspieler des SSC Neapel beim VfL Wolfsburg unter Vertrag. Der Däne war Nachwuchsnationalspieler und ist seit 2020 A-Nationalspieler.

## Karriere

### Verein
Jesper Lindstrøm wuchs in Taastrup zwischen Roskilde und Kopenhagen auf und zog später nach Brøndby im „Speckgürtel“ der dänischen Hauptstadt. Mit dem Fußballspielen begann Lindstrøm bei B70 Taastrup und wechselte als U13-Spieler in die Fußballschule (Masterclass) von Brøndby IF. Zur Saison 2019/20 rückte er in die Profimannschaft auf und gab am 14. Juli 2019 beim 3:0-Sieg am ersten Spieltag gegen Silkeborg IF sein Debüt in der Superliga. Nachdem er bis zum 13. Spieltag in jeder Partie eingesetzt worden war, kam er danach unregelmäßig zum Einsatz. In der Saison 2020/21 erkämpfte sich Lindstrøm einen Stammplatz und stand dabei in der regulären Saison in 21 von 22 Partien in der Startelf, wobei ihm 9 Tore gelangen. Auch in der Meisterrunde war er im offensiven Mittelfeld gesetzt und verhalf seiner Mannschaft mit zehn Toren in der regulären Saison sowie in der Meisterrunde zur ersten dänischen Meisterschaft seit 2005, allerdings fehlte er in den letzten beiden Spielen der Saison aufgrund einer Rotsperre.
Zur Saison 2021/22 wechselte der Däne nach Deutschland zum Bundesligisten Eintracht Frankfurt. Er unterschrieb in der Mainmetropole einen Vertrag bis 2026. Nach zunächst durchwachsenen Leistungen legte Lindstrøm Anfang November 2021 den wichtigen 2:1-Siegtreffer gegen Olympiakos Piräus in der Europa League auf und erzielte zwei Wochen später beim 2:0-Auswärtssieg gegen den SC Freiburg sein erstes Bundesligator. Im Dezember 2021 war er in den vier Ligaspielen der Eintracht an fünf Treffern seiner Mannschaft direkt beteiligt und wurde als Bundesliga Rookie des Monats ausgezeichnet. In der Rückrunde festigte er seinen Stammplatz im offensiven Mittelfeld neben Daichi Kamada hinter der einzigen Spitze Rafael Borré und wurde am Saisonende als Bundesliga-Rookie der Saison ausgezeichnet. In der Europa League erreichte der Däne mit seiner Mannschaft als Gruppenerster nach Siegen in der K.o.-Runde gegen Betis Sevilla, den FC Barcelona und West Ham United das Finale. Im Endspiel am 18. Mai 2022 gegen die Glasgow Rangers stand Lindstrøm die ersten 70 Minuten auf dem Feld und gewann mit der Eintracht nach Elfmeterschießen den Titel. Auch in die Spielzeit 2022/23 ging er als Stammspieler und wurde zumeist neben Mario Götze hinter Frankfurts einzigem Stürmer Randal Kolo Muani aufgeboten. In der Hinrunde erzielte er sieben Ligatore und sammelte erstmals Erfahrung in der Champions League, in der er mit der Eintracht ins Achtelfinale einzog. Anfang März 2023 zog sich der Däne im Training eine Sprunggelenksverletzung zu, mit der er rund anderthalb Monate pausieren musste und im weiteren Saisonverlauf nicht mehr an seine vorherigen Leistungen anknüpfen konnte.
Ende August 2023 wechselte Lindstrøm zum italienischen Erstligisten SSC Neapel. Zur Saison 2024/25 wurde er an den FC Everton verliehen.
Im Juli 2025 wechselte Lindstrøm für ein Jahr auf Leihbasis zum VfL Wolfsburg.

### Nationalmannschaft
Jesper Lindstrøm absolvierte zwischen 2018 und 2019 drei Partien für die U19-Nationalmannschaft Dänemarks. Mit der U21-Nationalmannschaft nahm er an der zweigeteilten U21-Europameisterschaft 2021 in Ungarn und Slowenien teil; die Gruppenphase fand im März statt, die Finalrunde wurde vom 31. Mai bis zum 6. Juni 2021 ausgetragen. Bei diesem Turnier erreichte Dänemark das Viertelfinale, in dem die Skandinavier gegen den späteren Titelträger Deutschland ausschieden. Dabei kam Lindstrøm in den Gruppenspielen gegen Frankreich und Russland sowie im Viertelfinale gegen die Deutschen zum Einsatz. Insgesamt erzielte er bei 10 Einsätzen 3 Tore für die U21-Auswahl.
Am 11. November 2020 debütierte Lindstrøm beim 2:0-Testspielsieg in Brøndby gegen Schweden für die dänische A-Nationalmannschaft. In seinem fünften Länderspiel erzielte er gegen Serbien sein erstes A-Länderspieltor. Im November 2022 wurde der Däne in den Kader für die Weltmeisterschaft 2022 in Katar nominiert. Er wurde in allen drei Spielen der Gruppenphase eingesetzt, die er mit seiner Mannschaft als Vierter beendete und damit ausschied.

## Erfolge
Brøndby IF
- Dänischer Meister: 2021

Eintracht Frankfurt
- Europa-League-Sieger: 2022

Individuelle Auszeichnungen
- Rookie des Monats der Bundesliga: Dezember 2021
- Bundesliga-Rookie der Saison: 2021/22